# Pseudhisychius brasiliensis
Pseudhisychius brasiliensis is een rechtvleugelig insect uit de familie Romaleidae. De wetenschappelijke naam van deze soort is voor het eerst geldig gepubliceerd in 1911 door Bruner. Zoals de naam aangeeft, komt deze soort voor op Brazilië in de deelstaat Pará.